# ЛВВПУ (футбольна команда)
Львівське військово-політичне училище Радянської армії та Військово-морського флоту — футбольна команда, яка представляла однойменне училище зі Львова. Учасник чемпіонату та Кубку УРСР 1960-1970-х років. Третій призер першості УРСР 1964, фіналіст Кубка УРСР 1965 року, володар Кубка УРСР 1966 і 1968 років.

## Галерея

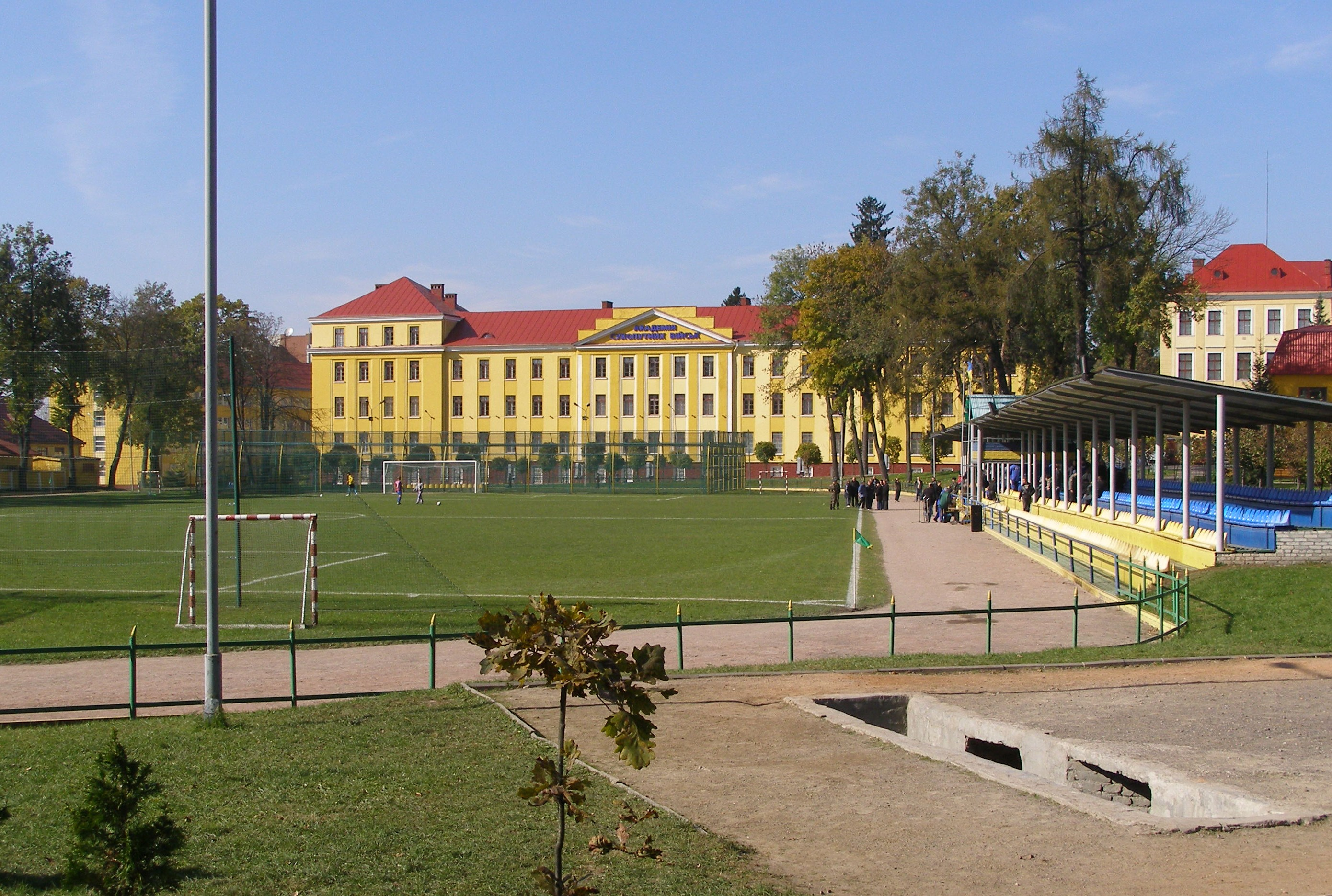
Сучасне фото стадіону військової академії